# Toco (Texas)
Toco é uma cidade localizada no estado norte-americano do Texas, no Condado de Lamar.

## Demografia
Segundo o censo norte-americano de 2000, a sua população era de 89 habitantes.
Em 2006, foi estimada uma população de 90, um aumento de 1 (1.1%).

## Geografia
De acordo com o United States Census Bureau tem uma área de
0,4 km², dos quais 0,4 km² cobertos por terra e 0,0 km² cobertos por água. Toco localiza-se a aproximadamente 173 m acima do nível do mar.

## Localidades na vizinhança
O diagrama seguinte representa as localidades num raio de 28 km ao redor de Toco.